# Konoe Motomichi
Konoe Motomichi 近衛 基通; né en 1160, mort le 8 juillet 1233), est un noble de cour japonais (kugyō) de la fin de l'époque de Heian au début de l'époque de Kamakura qui exerce la fonction de régent pour trois empereurs dans les années 1180.

## Biographie
Konoe Motomichi est le fils de Konoe Motozane, le véritable fondateur de la branche Konoe de la famille Fujiwara  Motozane (近衛 基実). Sa mère est une fille de Fujiwara no Tadataka.
Sa carrière de courtisan commence avec sa nomination au troisième rang de cour en 1174. L'année suivante il est promu gon-chūnagon (権中納言 (conseiller de second rang au Cabinet). Cinq ans plus tard il est nommé naidaijin, poste dont il démissionne la même année quand il est nommé régent kampaku à la suite du coup mené par Taira no Kiyomori, le père de sa belle-mère. Motomichi est un favori de l'ancien empereur Go-Shirakawa (r. 1155-58). En janvier 1180, il est régent Kampaku pour l'empereur Takakura, puis régent sesshō en 1183 pour l'empereur Antoku âgé de deux ans, puis de nouveau de 1184 à 1186, également pour l'empereur Go-Toba. Sa promotion au premier rang de cour intervient en 1180. À cette époque est réprimée avec une extrême brutalité la conspiration du clan Taira, dominant depuis 1160. La rébellion qui suit débouche sur la guerre de Genpei ce qui en 1183 amène Motomichi à quitter l'empereur qui s'enfuit vers l'ouest et à soutenir Go-Toba dans la capitale. De 1196 à 1198, il est de nouveau Kanpaku pour l'empereur Tsuchimikado, puis Sesshō pour le même Tennō en 1202.
Il est marié à Hiraiko (平位子) avec laquelle il a au moins sept enfants. Son fils ainé, Iezane (近衛家実; 1179-1242), lui succède comme chef de famille et plus tard comme régent. Plusieurs de ses fils cadets deviennent membres du haut clergé bouddhiste tels Enchō (1180-1234; 円忠), Enjō (円浄) ainsi que Jizuchō (1190-1263, 静忠) au temple Kōfuku-ji de la secte Hossō-shū à Nara, fameuse pour ses moines guerriers au Moyen Âge.

## Source
- Berend Wispelwey (Hrsg.): Japanese Biographical Archive. Fiche 167, K.G. Saur, München 2007,  (ISBN 3-598-34014-1)

## Source de la traduction
- (de) Cet article est partiellement ou en totalité issu de l’article de Wikipédia en allemand intitulé « Konoe Motomichi » (voir la liste des auteurs).